# Associazione italiana donne per lo sviluppo
L'Associazione italiana donne per lo sviluppo (AIDOS) è un'organizzazione non governativa, nata a Roma nel 1981, che si prefigge lo scopo di diffondere e promuovere i diritti umani delle donne, la loro libertà e dignità nei paesi in via di sviluppo. Al fine di ottenere tale risultato, si è adoperata per mantenere contatti continuativi con altre organizzazioni (femminili e non) ed ha costituito, nella sede di Roma, un centro di documentazione per mantenere un aggiornamento costante.
Alla AIDOS il Ministero degli Affari Esteri italiano ha riconosciuto l'idoneità ad operare nei paesi in via di sviluppo ed è anche ente consultivo per il Consiglio economico e sociale delle Nazioni Unite (Ecosoc). Con l'Organizzazione delle Nazioni Unite mantiene rapporti costanti collaborando anche a varie iniziative. L'AIDOS, inoltre, costituisce, in Italia, il centro focale dell'ISTRAW (Istituto internazionale dell'ONU per la ricerca e la formazione del progresso delle donne) e dell'UNFPA (Fondo delle Nazioni Unite per la popolazione).

## Azione

### Obiettivi
I punti chiave dell'operato dell'AIDOS sono:
- salute e diritti riproduttivi;
- partecipazione femminile al processo produttivo ed allo sviluppo economico;
- prevenzione della violenza contro le donne
- affermazione dei diritti umani delle donne, compresa la promozione dell'abbandono di pratiche che li violano, quali mutilazioni genitali femminili ed escissione del clitoride
- aumento dell'efficacia operativa di altre organizzazioni femminili,
- istruzione e scolarizzazione delle bambine e diminuzione del lavoro minorile.

### Azioni
L'AIDOS si occupa di effettuare missioni volte alle formazione ed assistenza tecnica del personale locale, sulla base di studi preventivi che abbiano identificato i bisogni primari delle donne al fine di poter attuare strategie di miglioramento della condizione femminile e, con esso, di tutta la popolazione. Questa modalità d'azione mira a rafforzare le capacità dei gruppi locali per poter favorire la sostenibilità dei progetti.
L'AIDOS opera in vari paesi del mondo istituendo consultori familiari, promuovendo l'educazione e l'informazione sulla condizione femminile e sui diritti delle donne, a cominciare dai diritti umani. Conduce campagne di informazione e sensibilizzazione, nonché corsi di formazione sulla prevenzione delle mutilazioni genitali femminili, promuove l'empowerment economico attraverso la creazione di centri servizi per la piccola imprenditorialità femminile.
AIDOS ha esportato e adattato a diversi contesti culturali il modello italiano dei consultori familiari, integrando progressivamente i servizi specificamente rivolti all'assistenza alla salute sessuale e riproduttiva, alla prevenzione della mortalità e morbiditòà materne, alla pianificazione familiare e alla prevenzione di malattie a trasmissione sessuale, compreso l'HIV e AIDS, con servizi di counselling psicosociale, di assistenza legale e di prevenzione della violenza contro le donne, con particolare attenzione alla violenza domestica e familiare. Centri per la salute delle donne sul modello dei consultori sono stati aperti con il supporto di AIDOS e in collaborazione con partner locali nella Striscia di Gaza (Jabalia e Burej), in Giordania, Siria, Nepal, Venezuela, Argentina e Burkina Faso. Le attività di tali centri si caratterizzano sempre per un forte coinvolgimento della comunità attraverso incontri di sensibilizzazione e informazione volti a favorire l'accesso al centro, nonché per servizi specifici rivolti agli uomini e mirati a ridurre gli stereotipi di genere che spesso impediscono alle donne di ottenere assistenza sanitaria e di esercitare il proprio diritti di scelta in materia di sessualità e riproduzione.
AIDOS ha iniziato a lavorare sul tema delle mutilazioni dei genitali femminili Fgm nel 1986 in Somalia. Da allora sono stati realizzati progetti di prevenzione della pratica in collaborazione con partner locali (in particolare associazioni parte della rete africana IAC - Inter African Committee on Traditional Practices Affecting the health of Women and Chidren, e con associazioni di donne giornaliste e operatrici di media in numerosi paesi: Etiopia, Sudan, Kenya, Tanzania, Burkina Faso, Mali, Benin, Gambia, Egitto. Tra il 2002 e il 2004 AIDOS ha dato vita a una collaborazione con l'organizzazione Non c'è pace senza giustizia di Emma Bonino per l'abbandono di questa pratica. coordina il sito e progetti per il miglioramento della copertura mediatica di tematiche relative alle mutilazioni dei genitali femminili/escissione con l'obiettivo di contribuire alla costruzione di un ambiente socio-culturale favorevole all'abbandono di questa pratica, concentrandosi in particolare sul miglioramento della produzione radiofonica attraverso l'utilizzo di audio documentari in collaborazione con l'associazione Audiodoc.  Ha condotto in Italia il progetto "Mutilazioni dei genitali femminili e diritti umani nelle comunità migranti (2008/2009) in collaborazione con le associazioni ADUSU - Associazione diritti umani - sviluppo umano di Padova e Culture Aperte di Trieste da cui è scaturito il programma di formazione partecipativa "Strada facendo. Verso l'abbandono delle mutilazioni dei genitali femminili in Italia".
AIDOS conduce campagne di informazione, sensibilizzazione, e advocacy politica, per la promozione di iniziative di cooperazione allo sviluppo volte a migliorare la condizione delle donne e raggiungere gli Obiettivi di sviluppo del Millennio. Con particolare riferimento a questi ultimi, AIDOS è parte del network europeo AFGH, Action for Global Health, che mira a contribuire al raggiungimento degli Obiettivi di sviluppo del Millennio per la Salute (MDG 4, MDG 5 e MDG 6)
AIDOS fa parte della rete europea EURONGOS, che riunisce organizzazioni non governative europee attive nel settore della salute sessuale e riproduttiva e della popolazione.
In Italia si sta adoperando per la diffusione delle tematiche riguardanti lo status femminile nei paesi in via di sviluppo. Si occupa, inoltre, di tradurre e diffondere l'annuale rapporto dell'UNFPA sulla popolazione mondiale.